# Zenon: Girl of the 21st Century
Zenon: Girl of the 21st Century (titulada Zenon: La chica del Siglo 21 en Hispanoamérica y Zenon: La chica del Milenio en España) es una película original de Disney Channel transmitida por primera vez en Estados Unidos el 23 de enero de 1999, por Disney Channel. Fue dirigida por Kenneth Johnson y está basada en el libro del mismo nombre escrito por Roger Bollen y Marilyn Sadler.
Tiene una secuela, Zenon: The Zequel, estrenada en 2001.

## Argumento
En el 2049, Zenon Kar tiene 13 años y es una joven muy traviesa que tiene muy poca credibilidad en la estación espacial donde vive desde los 5 años junto a sus padres científicos.
Tras la visita del dueño de la estación, Parker Wyndocomm, y su ayudante Lutz, Zenon descubre que ambos quieren destruir la nave para cobrar el seguro y salir de sus problemas financieros. Como nadie en la estación espacial cree en su teoría, Zenon es castigada y la envían nuevamente a la Tierra. En el viaje, descubre una cura para acabar con el virus que Lutz ha puesto en el Banco de Memoria Principal de las computadoras de la nave. Zenon tiene muy poco tiempo para actuar, su familia y amigos dependen de ella… ¡qué nervios! Tú qué piensas, ¿podrá regresar y salvar a todos?

## Reparto
- Kirsten Storms es Zenon Kar.
- Raven-Symoné es Nébula Wade.
- Stuart Pankin es el Comandante Edward Plank.
- Holly Fulger es la Tía Judee Cling.
- Frederick Coffin es Parker Wyndom.
- Bob Bancroft es el Señor Lutz.
- Greg Thirloway es Mark Kar.
- Phillip Rhys es Proto Zoa.
- Gwynyth Walsh es Astrid Kar.
- Lauren Maltby es Margie Hammond.
- Gregory Smith es Greg.
- Danielle Fraser es Lyn.
- Brenden Richard Jefferson es Andrew.
- Blair Slater es Aquillat.
- Zach Lipovsky es Matt.
- Neil Denis es Leo.
- Kea Wong es Gemma.